# Баріка/Айн-Джассер – Батна – Хеншела
Баріка/Айн-Джассер – Батна – Хеншела – трубопровідна система, яка забезпечує подачу блакитного палива до алжирських вілаєтів Батна та Хеншела.
В 1975 році спорудили відгалуження від газотранспортного коридору Хассі-Р'Мель – Скікда, яке прямувало від Баріки до Батни та мало довжину 74 км при діаметрі 250 мм.
У 1980-му до Батни вивели ще один газопровід, який починається на трасі того ж коридору Хассі-Р'Мель – Скікда, проте північніше від Баріки в районі міста Айн-Джассер.  Він має довжину 57 км при діаметрі 150 мм. В 2005-му між Айн-Джассер та Батною пройшла ще одна, значно потужніша нитка довжиною 65 км та діаметром 400 мм.
В 2015-му стала до ладу друга нитка від Баріки, проте її траса не завершується у Батні, а прямує далі на схід до Хеншели, а тому має довжину 184 км. Діаметр при цьому дорівнює 700 мм, що дозволяє транспортувати ресурс для ТЕС Каїс, тестовий пуск якої припав на 2022 рік.